# ۳۵ ماهی
۳۵ ماهی یک ستاره است که در صورت فلکی ماهی قرار دارد.